# Ivan Futryk
Ivan Futryk (en ukrainien, Іван Володимирович Футрик), né le 5 décembre 1989 à Dnipropetrovsk, est un rameur ukrainien.

## Palmarès

### Championnats d'Europe
- 2011, à Plovdiv ( Bulgarie)
  - 4e en Deux de couple
- 2012, à Varèse ( Italie)
  -   Médaille d'argent en Quatre de couple
- 2015, à Poznań ( Pologne)
  -   Médaille de bronze en Deux de couple